# Luke Cowan-Dickie
Luke Anthony Cowan-Dickie (Truro, 20 giugno 1993) è un rugbista a 15 britannico, internazionale per l'Inghilterra, che gioca nel ruolo di tallonatore nei Sale Sharks.

## Biografia
Cowan-Dickie cominciò a giocare a rugby a sei anni nel piccolo club del Penzance & Newlyn RFC; qui conobbe, fin da bambino, Jack Nowell, il quale lo accompagnò in tutte le tappe della sua carriera fino alla maglia della nazionale inglese. Dopo otto anni trascorsi nella squadra formatrice, passò alle giovanili del Truro College e poi a quelle dell'Exeter. Proprio con quest'ultimi, a soli diciotto anni, fece il suo esordio professionistico nella partita contro i Cavalieri Prato valida per l'European Challenge Cup 2011-2012. Nei primi tre anni trascorsi con i Chiefs giocò contemporaneamente in RFU Championship con il Plymouth, al quale era legato da un dual contract. Entrò stabilmente a far parte della rosa di Exeter solo nella seconda parte della stagione 2013-2014, caratterizzata sia dal suo passaggio definitivo dal ruolo di pilone ricoperto nelle giovanili a quello attuale di tallonatore sia dalla vittoria della Coppa Anglo-Gallese.
Negli anni successivi si impose nel quindici di partenza dei Chiefs, con i quali, a partire dal 2016, giocò quattro finali consecutive di English Premiership (tre come titolare), vincendola solo nella stagione 2016-2017.
Cowan-Dickie vinse due Sei Nazioni U-20 nel 2012 e 2013 e il mondiale giovanile 2013.
Nel 2014 fu chiamato per il tour inglese in Nuova Zelanda senza mai scendere in campo.
Debuttò contro la Francia negli incontri di preparazione alla Coppa del Mondo 2015 senza tuttavia entrare nella rosa dei convocati.
Il neo C.T. Eddie Jones lo schierò in due giornate del vittorioso Sei Nazioni 2016 e successivamente nel tour di metà anno contro l'Australia, dove giocò un solo test-match.
Rimasto a lungo fuori dai convocati, ritornò in campo con l'Inghilterra nella partita contro la Francia del Sei Nazioni 2018; successivamente fu aggregato al tour di giugno in Sudafrica. Il Sei Nazioni 2019 lo vide scendere in campo in quattro delle cinque giornate. Nell'agosto 2019 ottenne la sua prima presenza da titolare, condita dalla prima meta internazionale, nell'amichevole contro il Galles. Pochi giorni dopo fu ufficialmente annunciata la sua convocazione nella squadra inglese selezionata per disputare la Coppa del Mondo di rugby 2019.

## Palmarès
- Premiership: 2
Exeter: 2016-17, 2019-20
- Coppe Anglo-Gallesi: 2
Exeter: 2013-14, 2017-18
- Champions Cup: 1
Exeter: 2019-20